# Gongropteryx negrina
Gongropteryx negrina är en fjärilsart som beskrevs av Felix Bryk 1913. Gongropteryx negrina ingår i släktet Gongropteryx och familjen mätare. Inga underarter finns listade i Catalogue of Life.